# The Bang Bang Club
The Bang Bang Club ist ein kanadisch-südafrikanischer Spielfilm aus dem Jahr 2010 von Steven Silver. Der Film basiert auf der Autobiographie von Greg Marinovich und João Silva und erzählt die Geschichte einer Gruppe von Fotografen (Bang-Bang Club genannt), die in Südafrika in der Spätphase der Apartheid in den Jahren von 1990 bis 1994 als Pressefotografen unterwegs sind.

## Handlung
Greg, ein junger Fotograf in Südafrika, erlebt eine blutige Auseinandersetzung zwischen Mitgliedern des Xhosa-dominierten ANC und der Zulu-dominierten Inkatha. Er trifft dort die Fotografen Kevin Carter, João Silva und Ken Oosterbroek, die ebenfalls die Opfer der Auseinandersetzung fotografieren. Während die anderen drei nach Hause fahren, begibt sich Greg trotz Warnungen in das Wohngebiet der Inkatha, um deren Version der Geschichte zu dokumentieren. Nachdem er selbst fast getötet wurde, gelingt es ihm, sich mit den Anführern der Gruppe anzufreunden, und schießt Fotos von deren Siegesfeier. Später fotografiert er die Tötung eines ANC-Mitgliedes. Zurück bei den anderen Fotografen sind diese beeindruckt von Gregs Mut und nehmen ihn in ihrer Mitte auf. Bei einer Zeitungsredaktion lernt Greg die Bildredakteurin Robin kennen und die beiden werden ein Paar. Die vier Fotografen ziehen fortan gemeinsam zu Konfliktschauplätzen. Bei einem dieser Konflikte wird Greg Zeuge eines Mordes an einem vermeintlichen Inkatha-Spion durch ANC-Mitglieder und schießt ein Foto, wie das brennende Opfer mit einer Machete erschlagen wird. Zunächst ist er sehr schockiert von der Tat, versucht sogar zum ersten Mal halbherzig die Täter vom Mord abzuhalten. Als ihm seine Freunde vom Verkauf der Fotos nach London berichten, was für Greg endgültig den Aufstieg in die hochbezahlte Riege der internationalen Topfotografen bedeutet, feiert er jedoch ausgelassen mit ihnen in einer Disco. Die südafrikanische Polizei verfolgt Greg als Zeugen des Mordes. Greg kann allerdings nicht aussagen, will er weiterhin als unparteiischer Dritter in den Townships Fotos machen. Für dieses Foto gewinnt Greg später den Pulitzer-Preis, was ihn erst einmal vor Strafverfolgung schützt. In der darauffolgenden, auch internationalen Anerkennung bekommt die Gruppe aufgrund einer Reportage eines südafrikanischen Magazins den Spitznamen Bang-Bang Club verliehen. In der Zwischenzeit muss Carter vor allem aufgrund seiner  Drogenprobleme das Land verlassen und erstellt im Sudan eine Fotodokumentation der dortigen Hungerkatastrophe. Dort macht er ein Foto von einem hungernden Kind, das von einem Geier belauert wird. Für dieses Bild gewinnt er ebenfalls den Pulitzer-Preis, muss sich aber Vorwürfe anhören, er würde vom Leid der Opfer profitieren. Diese Vorwürfe nagen schwer an ihm. Auch sein Kollege Greg bekommt von Robin vorgeworfen, vom Leid anderer Menschen zu profitieren. Auslöser ist ein gemeinsamer Besuch eines Vaters, der gerade nach einer Polizei-Aktion der Regierung seine Frau und seinen Sohn verloren hat. Als Greg den Leichnam des Kleinkinds fotografiert und Robin dabei noch um Unterstützung bittet, treibt er sie damit an die Grenzen des Verkraftbaren. Als die vier Fotografen schließlich bei einer weiteren bewaffneten Auseinandersetzung fotografieren, wird Greg verwundet und Ken tödlich verletzt. Die Gruppe löst sich danach auf, João nimmt eine feste Anstellung an und heiratet, und Greg will die Beziehung zu Robin erneuern. Kevin zerbricht schließlich an den Selbstvorwürfen und dem Gesehenen und begeht Suizid.

## Kritiken

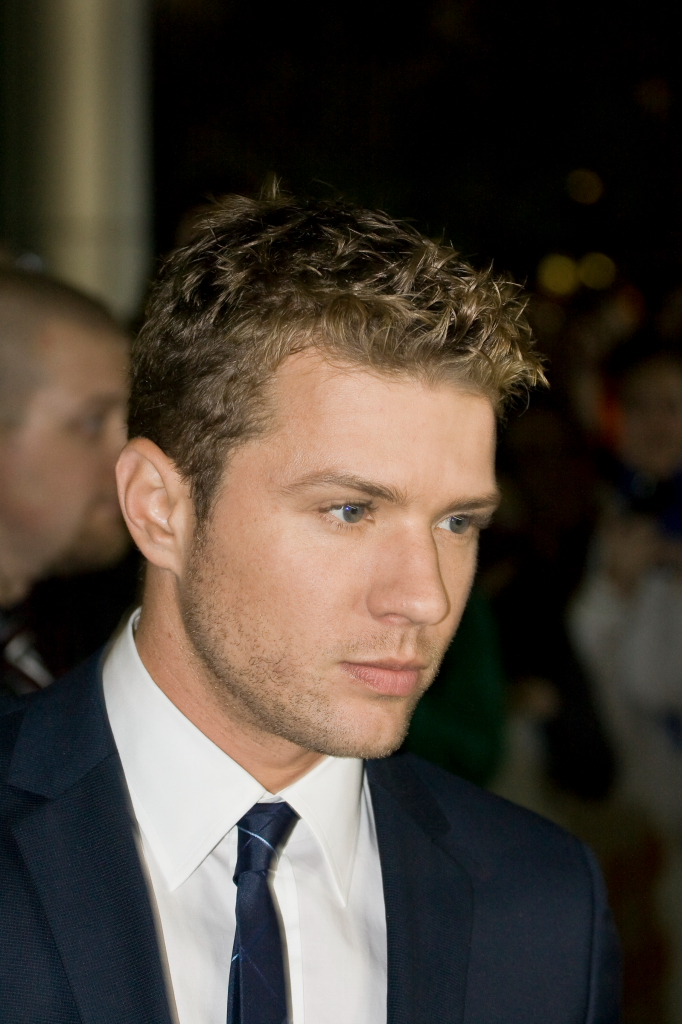
Ryan Phillippe bei der Vorstellung des Films in Toronto

Rotten Tomatoes wertete aus, dass der Film 48 % positive Kritiken erhielt. Die Zeit schreibt: „Silvers Film ist schon deshalb wertvoll, weil er Kriegsfotografen nicht, um es vorsichtig auszudrücken, als moralisch einwandfrei beschreibt.“ Cinema schreibt: „Schonungsloser, bewusst ambivalenter Actionfilm über die Rolle der Presse im Krieg“. Focus bemängelt hingegen: „Den lobenswerten Ansatz, Kriege einmal nicht aus der Perspektive [...] [von] Soldaten oder Agenten darzustellen, sondern aus der Sicht von Fotografen, hat Silver nicht mit letzter Konsequenz zu Ende gedacht.“

## Produktionsdetails
Das Drama wurde in Johannesburg gefilmt und am 21. April 2011 auf dem Tribeca Film Festival uraufgeführt.